# Casa Capitán
Casa Capitán es un barrio rural del municipio de Albacete (España) localizado al noroeste de la ciudad.
Está situado cerca de La Gineta. 
Tiene accesos tanto por la carretera nacional 430 (N-430) como por la Autovía de Alicante (A-31).
Según el INE, tenía una población de 29 habitantes en 2017.